# Fublaines
Fublaines és un municipi francès, situat al departament de Sena i Marne i a la regió de Illa de França. L'any 2007 tenia 1.170 habitants.
Forma part del cantó de La Ferté-sous-Jouarre, del districte de Meaux i de la Comunitat d'aglomeració del Pays de Meaux.

## Demografia

### Població
El 2007 la població de fet de Fublaines era de 1.170 persones. Hi havia 412 famílies, de les quals 72 eren unipersonals (24 homes vivint sols i 48 dones vivint soles), 104 parelles sense fills, 184 parelles amb fills i 52 famílies monoparentals amb fills.
La població ha evolucionat segons el següent gràfic:
Habitants censats

### Habitatges
El 2007 hi havia 453 habitatges, 419 eren l'habitatge principal de la família, 12 eren segones residències i 22 estaven desocupats. 376 eren cases i 70 eren apartaments. Dels 419 habitatges principals, 311 estaven ocupats pels seus propietaris, 104 estaven llogats i ocupats pels llogaters i 4 estaven cedits a títol gratuït; 8 tenien una cambra, 30 en tenien dues, 66 en tenien tres, 97 en tenien quatre i 218 en tenien cinc o més. 356 habitatges disposaven pel capbaix d'una plaça de pàrquing. A 175 habitatges hi havia un automòbil i a 226 n'hi havia dos o més.

### Piràmide de població
La piràmide de població per edats i sexe el 2009 era:
| Homes | Edats   | Dones |
| ----- | ------- | ----- |
| 0     | 95 o +  | 0     |
| 0     | 90 a 94 | 4     |
| 0     | 85 a 89 | 4     |
| 0     | 80 a 84 | 4     |
| 8     | 75 a 79 | 12    |
| 8     | 70 a 74 | 8     |
| 16    | 65 a 69 | 20    |
| 20    | 60 a 64 | 8     |
| 12    | 55 a 59 | 12    |
| 84    | 50 a 54 | 44    |
| 44    | 45 a 49 | 68    |
| 20    | 40 a 44 | 44    |
| 40    | 35 a 39 | 16    |
| 32    | 30 a 34 | 72    |
| 32    | 25 a 29 | 28    |
| 60    | 20 a 24 | 36    |
| 56    | 15 a 19 | 28    |
| 44    | 10 a 14 | 40    |
| 28    | 5 a 9   | 40    |
| 36    | 0 a 4   | 12    |

## Economia
El 2007 la població en edat de treballar era de 822 persones, 629 eren actives i 193 eren inactives. De les 629 persones actives 591 estaven ocupades (309 homes i 282 dones) i 38 estaven aturades (19 homes i 19 dones). De les 193 persones inactives 74 estaven jubilades, 65 estaven estudiant i 54 estaven classificades com a «altres inactius».

### Ingressos
El 2009 a Fublaines hi havia 426 unitats fiscals que integraven 1.178 persones, la mediana anual d'ingressos fiscals per persona era de 21.587 €.

### Activitats econòmiques
Dels 23 establiments que hi havia el 2007, 1 era d'una empresa extractiva, 8 d'empreses de construcció, 4 d'empreses de comerç i reparació d'automòbils, 2 d'empreses de transport, 2 d'empreses d'informació i comunicació, 1 d'una empresa immobiliària, 3 d'empreses de serveis i 2 d'empreses classificades com a «altres activitats de serveis».
Dels 11 establiments de servei als particulars que hi havia el 2009, 2 eren paletes, 2 guixaires pintors, 2 fusteries, 1 lampisteria, 1 electricista, 1 agència immobiliària i 2 salons de bellesa.
L'any 2000 a Fublaines hi havia 3 explotacions agrícoles.

## Equipaments sanitaris i escolars
El 2009 hi havia una escola elemental.

## Poblacions més properes
El següent diagrama mostra les poblacions més properes.